# Moxee
Moxee és una ciutat al comtat de Yakima a l'Estat de Washington. Segons el United States Census Bureau el 2007 tenia 3.403 habitants.

## Demografia
Segons el cens del 2000 Moxee tenia 821 habitants, 292 habitatges, i 202 famílies. La densitat de població era de 268,6 habitants per km².
Dels 292 habitatges en un 39,7% hi vivien nens de menys de 18 anys, en un 55,1% hi vivien parelles casades, en un 9,6% dones solteres, i en un 30,5% no eren unitats familiars. En el 28,1% dels habitatges hi vivien persones soles el 15,4% de les quals corresponia a persones de 65 anys o més que vivien soles. El nombre mitjà de persones vivint en cada habitatge era de 2,8 i el nombre mitjà de persones que vivien en cada família era de 3,48.
Per edats la població es repartia de la següent manera: un 33,3% tenia menys de 18 anys, un 7,1% entre 18 i 24, un 30,9% entre 25 i 44, un 18,4% de 45 a 60 i un 10,4% 65 anys o més.
L'edat mediana era de 32 anys. Per cada 100 dones de 18 o més anys hi havia 94,3 homes.
La renda mediana per habitatge era de 32.500 $ i la renda mediana per família de 40.500 $. Els homes tenien una renda mediana de 35.667 $ mentre que les dones 20.313 $. La renda per capita de la població era de 14.176 $. Aproximadament el 7,8% de les famílies i el 12,2% de la població estaven per davall del llindar de pobresa.

## Poblacions properes
El següent diagrama mostra les poblacions més properes.